# Pico Viejo
Pico Viejo är en bergstopp i Spanien.   Den ligger i provinsen Provincia de Santa Cruz de Tenerife och regionen Kanarieöarna, i den sydvästra delen av landet, 1 800 km sydväst om huvudstaden Madrid. Toppen på Pico Viejo är 3 135 meter över havet, eller 67 meter över den omgivande terrängen. Bredden vid basen är 0,57 km. Pico Viejo ligger på ön Teneriffa.
Terrängen runt Pico Viejo är bergig åt nordväst, men åt sydost är den kuperad. Runt Pico Viejo är det ganska tätbefolkat, med 179 invånare per kvadratkilometer. Närmaste större samhälle är Arona, 18,4 km söder om Pico Viejo. Trakten runt Pico Viejo är ofruktbar med lite eller ingen växtlighet.